# KOP
Ban nhạc KOP là một ban nhạc rock Việt Nam thành lập ngày 6 tháng 6 năm 2010.

## Thành lập
Trần Thái Châu (K-Hau) được biết đến khi còn là ca sĩ chính của ban nhạc Prophecy và đã cùng ban nhạc này phát hành album đầu tay Đôi cánh vô hình năm 2008. Anh cùng guitar Triệu Hoàng Anh Tuấn cùng ấp ủ thực hiện dự án riêng là một ban nhạc của hai người. Sau khi KOP được hình thành cùng các ca khúc mới được sáng tác, các thành viên khác lần lượt góp mặt trong đội hình là tay trống Mạnh Cương, bassist Đức Tâm và guitarist Gia Huy. Ngày 13 tháng 8 năm 2010 là thời điểm đánh dấu sự xuất hiện của KOP trên sân khấu rock qua liveshow Black Friday kỷ niệm 11 năm của RFC (Rockpassion.vn).
Năm 2011, lần đầu tiên KOP xuất hiện tại Rock Storm với tư cách là ban nhạc mở màn cho các đêm diễn tại Biên Hòa, Thành phố Hồ Chí Minh và Cần Thơ. KOP tiếp tục tham gia Rock Storm những năm 2012, 2013 sau đó.

### Bài hát
- Em Về Giữa Mênh Mông Đất Trời
- Tạm Là Ngày Hôm Qua
- Cột Điện
- Totem Sói
- Nếu Như
- Vô Cực
- Chỉ Còn Tiếng Thở Dài
- 1019, Chìa Khoá Bạc & Fin Cà Phê
- Nhắm Mắt

## Giải thưởng
KOP tham gia Bài Hát Việt vào năm 2012 và đạt giải "Ca sĩ thể hiện hiệu quả" với ca khúc "Nhắm mắt" và ca khúc này của KOP đã lọt vào danh sách 15 ca khúc chung kết của chương trình và nhận được đánh giá cao của các thành viên Hội đồng thẩm định.